# Casimir Raymond
Ne doit pas être confondu avec Casimir Reymond.
Pour les articles homonymes, voir Raymond.
Casimir Raymond, né le 12 février 1870 à Marseille et mort le 21 novembre 1965 dans la même ville, est un peintre français.

## Biographie
Casimir Raymond naît le 12 février 1870 à Marseille,.
Ses maîtres sont Dominique Antoine Magaud et Marius Pauzat. À partir de 1897, il expose au Salon des Artistes Français à Paris et devient membre en 1905. Il se peut qu'il y ait eu un autre Casimir Raymond vivant entre 1893 et 1969.
Il meurt le 21 novembre 1965 dans sa ville natale.

## Élèves
- Gabriel Drageon